# Por Amor (álbum de Ana Malhoa)
Por Amor é o segundo álbum de estúdio a solo da cantora pop portuguesa Ana Malhoa. Foi lançado a 27 de outubro de 2001 pela editora Espacial. O álbum repetiu o sucesso do primeiro álbum de estúdio de Malhoa, autointitulado, ao atingir a 2ª posição do Top Oficial da AFP, a tabela semanal dos 30 álbuns mais vendidos em Portugal, tendo ficado nesta listagem um total de 22 semanas, recebendo o galardão de disco de ouro.

## Faixas
| N.º | Título                 | Compositor(es)             | Duração |  |
| 1.  | "Por Amor"             | Jorge do Carmo, Ana Malhoa | 3:51    |  |
| 2.  | "Para Ter o Teu Sabor" | Jorge do Carmo, Ana Malhoa | 3:31    |  |
| 3.  | "Por Te Ver Partir"    | Jorge do Carmo, Ana Malhoa | 4:59    |  |
| 4.  | "Fala o Coração"       | Jorge do Carmo, Ana Malhoa | 4:05    |  |
| 5.  | "Já Não Espero"        | Jorge do Carmo, Ana Malhoa | 3:21    |  |
| 6.  | "Não Sei Onde Estás"   | Jorge do Carmo, Ana Malhoa | 3:49    |  |
| 7.  | "Esta Vida É Louca"    | Jorge do Carmo, Ana Malhoa | 3:11    |  |
| 8.  | "Mais que um Amor"     | Jorge do Carmo, Ana Malhoa | 3:30    |  |
| 9.  | "Amarga Traição"       | Jorge do Carmo, Ana Malhoa | 3:39    |  |
| 10. | "A Cor da Noite"       | Jorge do Carmo, Ana Malhoa | 5:01    |  |
| 11. | "Mírame"               | Jorge do Carmo, Ana Malhoa | 3:50    |  |

## Posições
| Paradas (2002) | Posições |
| -------------- | -------- |
| Portugal - AFP | 2        |

| País / Certificadora | Certificação | Vendas |
| -------------------- | ------------ | ------ |
| Portugal AFP         | Ouro         | 15.000 |

## Histórico de lançamento
| País           | Data                   | Formato          | Gravadora           |
| -------------- | ---------------------- | ---------------- | ------------------- |
| Portugal       | 27 de outubro de 2001  | CD               | Espacial            |
| Espanha        | 6 de novembro de 2001  | CD               | NovoDisc O.D. Group |
| Países Baixos  | 8 de novembro de 2001  | CD               | Altra Moda Music    |
| França         | 8 de novembro de 2001  | CD               | AZ                  |
| Suíça          | 8 de novembro de 2001  | CD               | AZ                  |
| América Latina | 10 de dezembro de 2001 | CD               | NovoDisc O.D. Group |
| Canadá         | 23 de junho de 2002    | CD               | Unidisc Music       |
| Estados Unidos | 23 de junho de 2002    | CD               | RMM Records & Video |
| Mundo          | 25 de março de 2015    | Digital download | Espacial            |

## Referência
1. ↑  Ana Malhoa
2. 1 2 3  Associação Fonográfica Portuguesa  Arquivado em 23 de dezembro de  2011, no Wayback Machine.
3. ↑  Ana Malhoa - Portuguese Charts